# Jacob Roggeveen
Jacob Roggeveen (ur. 1 lutego 1659 w Middelburgu, zm. 31 stycznia 1729 tamże) – holenderski admirał i podróżnik, odkrywca Wyspy Wielkanocnej.
Był synem holenderskiego matematyka Arenta Roggeveena. Z wykształcenia był prawnikiem. Dowodził wyprawą trzech statków, która 1 sierpnia 1721 roku na polecenie Holenderskiej Kompanii Wschodnioindyjskiej wypłynęła w rejs po Oceanie Spokojnym, celem odkrycia nieznanego dotąd kontynentu Terra Australis. W niedzielę wielkanocną 5 kwietnia 1722 odkrył wyspę, której nadał nazwę Wyspa Wielkanocna. Roggeveen oceniał, że na wyspie żyje 2-3 tys. mieszkańców. Figury Moai zlekceważył sądząc, że są gliniane. W utarczkach z tubylcami kilku z nich zostało zastrzelonych. Po opuszczeniu wyspy obrał kurs na Batawię (ob. Dżakarta). Po drodze odwiedził archipelagi Tuamotu i Wyspy Towarzystwa, gdzie odkrył atol Bora-Bora a 13 czerwca 1722 roku dopłynął na Samoa, gdzie został aresztowany za naruszenie regulaminu Holenderskiej Kompanii Wschodnioindyjskiej, wkrótce jednak został zwolniony, otrzymał odszkodowanie i w 1723 roku wrócił do Holandii.